# Hindou Oumarou Ibrahim
Hindou Oumarou Ibrahim   (N'Djamena, 1984) és un activista mediambiental i geògrafa txadiana. És la coordinadora de l'Associació de Dones Peul i Pobles Autòctons del Chad (AFPAT per l'acrònim en anglès). Ha estat la co-directora del pavelló de la Iniciativa i el Pavelló dels Pobles Indígenes del Món a la Conferència de l'ONU sobre el Canvi Climàtic 2015 (COP21), COP22 i COP23.

## Activisme
Ibrahim és una activista mediambiental que treballa en nom del seu poble, els Mbororo del Txad. Va ser educada a la capital del Txad, N'Djamena i va passar les seves vacances amb el poble indígena Mbororo, que està compost tradicionalment per pagesos nòmades, que crien bestiar. Durant el decurs de la seva educació, va esdevenir conscient de les maneres de què va ser discriminada com a dona indígena i també de les maneres com els seus iguals Mbororo van ser exclosos de les oportunitats educatives que ella va rebre. L'any 1999, va fundar l'Associació de Dones Peul i Pobles Autòctons del Chad (AFPAT), una comunitat que vol promoure els drets de noies i dones de la comunitat Mbororo i en inspirar lideratge en la defensa i la protecció mediambiental. L'organització va rebre la seva llicència l'any 2005 i de llavors ençà ha participat en negociacions internacionals sobre el clima, el desenvolupament sostenible, la biodiversitat, i la protecció mediambiental.
Va viure directament els efectes del canvi climàtic en la comunitat Mbororo, el que va despertar la seva sensibilitat mediambiental. En veure que llur supervivència depèn dels recursos naturals i dels animals que crien. Durant anys van viure els efectes de la sequera del Llac Txad. Aquest llac que és la font vital d'aigua per la gent de del Txad, del Camerun, de Níger i de Nigèria, i que té ara el 10% de la mida que tenia en el anys 1960. En un testimoni escrit a l'Organització Internacional per la Migració, Ibrahim va emfasitzar que el seu poble, i les comunitats indígenes com la seva, eren «víctimes directes del canvi climàtic», que ha acabat desplaçant-los en forçar-les a abandonar les seves pròpies terres en la recerca d'unes altres que poguessin sostenir la seva forma de vida. En aquell testimoni, també va parlar de les conseqüències de la migració deguda al canvi climàtic, que deixa les comunitats migrades desproporcionadement vulnerables.
Ibrahim va escriure sobre els drets del poble indígena en diversos aspectes del canvi climàtic, –element indispensable per canviar la situació– a la publicació Quars o en l'ordre del dia del Fòrum Econòmic Mundial. El dret dels pobles indígenes de posseir i gestionar les terres on viuen la preocupa particularment. Tals drets garanteixen que la comunitat indígena tingui la gestió legal del desenvolupament econòmic d'àmbits que el podrien desplaçar com els projectes d'extracció de petroli, el sector miner, i les plantes hidràuliques.
Ibrahim ha treballat amb la UNESCO i el Indigenous Peoples of Africa Coordinating Comittee (IPACC) per fer un mapa 3D de la regió desèrtica de Sahel del Txad, on viuen actualment 250.000 Mbororos, basats en la ramaderia de subsistència. El projecte va combinar tecnologies 3D de mapeig amb coneixement indígena i científic per desenvolupar una eina per gestionar l'entorn de forma sostenible i apoderar les veus indígenes –particularment la de les dones– per prendre decisions sobre el futur de l'adaptació climàtica i l'atenuació del canvi climàtic. En una entrevista pel projecte 100 Women de la BBC, Ibrahim va dir: «Cada cultura té una ciència. Així que és realment important que els indígenes hi siguin».
L'any 2016, Ibrahim va representar la societat civil quan es signava l'històric Acord de Clima de París el 22 d'abril de 2016. En la seva declaració durant l'acte, va dir: «El canvi climàtic està generant pobresa cada dia, forçant molta gent a abandonar casa seva per un futur millor».

## Lideratge
Ibrahim treballa en diverses plataformes de lideratge a les quals defensa la importància de conèixer ben bé indígenes per trobar vies per mitigar els efectes del canvi climàtic. És copresidenta de l'International Indigenous Peoples Forum on Climate Change, i representa el grup en la Convenció de les Nacions Unides per la Lluita contra la Desertificació (UNCCD) i de l'Aliança Panamericana de Justícia Climàtica (PACJA). És també una membre del Policy Board United Nations: Indigenous Peoples Partnership (UNIPP) i del Comitè Executiu per l'Indigenous Peoples of Africa Coordinating Committee (IPACC).

## Premis i honors
L'any 2017, Ibrahim va ser reconeguda com una National Geographic Society Emerging Explorer, un programa que reconeix i dona suport a científics excepcionals, conservacionistes, narradors, i innovadors. L'any 2017, va aparèixer també en la llista 100 Women de la BBC, que cada any reconeix cent dones influents i inspiradores.